# 永享
永享是日本的年號之一。在正長之後，嘉吉之前。指1429年到1441年的期間。這個時代的天皇是後花園天皇，由後小松上皇實施院政至1433年。室町幕府的將軍是足利義教。

## 改元
- 正長2年9月5日（陽曆1429年10月3日） 因後花園天皇即位而改元
- 永享13年2月17日（陽曆1441年3月10日） 改元為嘉吉

## 出典
出自『後漢書』的「能立魏魏之功、傳于子孫、永享無窮之祚」。

## 永享年間要事
- 3年大内盛見在筑前國萩原受大友氏、少弐氏攻擊而戰死。
- 4年 幕府將軍足利義教恢復日明貿易（勘合貿易）。
- 4年10月細川持之就任管領。
- 5年永享山門騷動
- 10年8月16日（1438年） - 永享之亂。鎌倉公方・足利持氏為攻擊關東管領・上杉憲實而出陣。
- 11年6月27日（1439年） - 飛鳥井雅世撰寫『新續古今和歌集』，並上呈給天皇。
- 12年結城合戰
- 土浦城築城。

### 出生
- 元年（1429年） - 日野勝光、貴族・日野富子之兄（文明8年逝世）
- 2年（1430年） - 細川勝元、武將（文明5年逝世）
- 4年（1432年） - 北條早雲、武將（永正16年逝世）
- 6年2月9日（1434年3月19日） - 足利義勝、室町幕府7代將軍（嘉吉3年逝世）
- 6年（1434年） - 狩野正信、畫師（享祿3年逝世）
- 8年1月2日（1436年1月20日） - 足利義政、室町幕府8代將軍（延德2年逝世）
- 9年（1437年） - 畠山義就、武將（延德2年逝世）
- 11年閏1月18日（1439年3月3日） - 足利義視、足利義政之弟（延德3年逝世）
- 12年（1440年） - 日野富子、足利義政的正室・足利義尚之母（明應5年逝世）

### 逝世
- 3年 大内盛見（享年55）
- 5年10月20日（1433年） - 後小松天皇、100代・北朝6代天皇（南朝天授3年/北朝永和3年出生）
- 5年大内持盛（享年37）、畠山滿家（享壽62）、斯波義淳（享年37）
- 6年日野義資（享年38）
- 7年6月13日（1435年） - 滿濟、真言宗的僧侶「黑衣宰相」（南朝天授4年/北朝永和4年出生）
- 7年山名時熙（享壽69）
- 9年惟肖得巖（享壽78）
- 11年 足利持氏（享年42）

## 西元對照表
| 永享 | 元年   | 2年    | 3年    | 4年    | 5年    | 6年    | 7年    | 8年    | 9年    | 10年   |
| ---- | ------ | ------ | ------ | ------ | ------ | ------ | ------ | ------ | ------ | ------ |
| 西曆 | 1429年 | 1430年 | 1431年 | 1432年 | 1433年 | 1434年 | 1435年 | 1436年 | 1437年 | 1438年 |
| 干支 | 己酉   | 庚戌   | 辛亥   | 壬子   | 癸丑   | 甲寅   | 乙卯   | 丙辰   | 丁巳   | 戊午   |
| 永享 | 11年   | 12年   | 13年   |        |        |        |        |        |        |        |
| 西曆 | 1439年 | 1440年 | 1441年 |        |        |        |        |        |        |        |
| 干支 | 己未   | 庚申   | 辛酉   |        |        |        |        |        |        |        |

## 相關項目
| 前一年號： 正長 | 日本年號 | 下一年號： 嘉吉 |